# Goniorhynchus exemplaris
Goniorhynchus exemplaris là một loài bướm đêm trong họ Crambidae.